# Anne Buijsová
Anne Buijsová (* 2. prosince 1991 Oostzaan) je nizozemská volejbalistka, vysoká 191 cm, hrající na postu smečařky. Je dcerou Teuna Buijse, nizozemského volejbalového reprezentanta a později trenéra. Působila v klubu Rexona SESC Rio de Janeiro, s nímž se stala mistryní Brazílie i Jižní Ameriky, v roce 2017 přestoupila do tureckého Nilüfer Belediyespor. S nizozemskou reprezentací se zúčastnila mistrovství světa ve volejbale žen 2010 (11. místo) a olympijských her 2016 (4. místo), má bronzovou medaili z Grand Prix ve volejbale žen 2016 a stříbrné medaile z mistrovství Evropy ve volejbale žen 2015 a mistrovství Evropy ve volejbale žen 2017. Na ME 2015 i ME 2017 získala cenu pro nejlepší smečařku.